# Râul Leurda, Pârâul Cetății
Râul Leurda este un afluent al Pârâului Cetății. 